# Hiirenvesi
Hiirenvesi är en sjö i Finland. Den ligger i kommunen Joensuu i landskapet Norra Karelen, i den sydöstra delen av landet, 400 km nordost om huvudstaden Helsingfors. Hiirenvesi ligger 93,5 meter över havet. Den är 30,97 meter djup. Arean är 12,98 kvadratkilometer och strandlinjen är 63,16 kilometer lång. Sjön  ingår i Vuoksens huvudavrinningsområde. 